# Falleron (fleuve)
Le Falleron est un fleuve côtier formant la limite entre la Vendée et la Loire-Atlantique et se jetant dans l’océan Atlantique.

## Géographie
Il est long de 52 km, prenant sa source à 59 mètres d'altitude, en la commune de Grand'Landes dans le département de la Vendée,. Il se jette dans l'océan Atlantique au niveau du port du Collet en baie de Bourgneuf. Il est le principal exutoire du Marais breton[réf. souhaitée].

## Hydrographie
Les principaux affluents du Falleron en amont de Machecoul, d'amont en aval, commencent par la Gautrelière (5 km) dont le confluent sur la rive droite se situe à l'est de la commune éponyme de Falleron et qui marque le début de la frontière entre la Loire-Atlantique sur la rive droite et la Vendée sur la gauche. À l'ouest de la ville de Falleron, le Marchais (7 km) le rejoint sur la rive gauche. A Saint-Etienne-de-Mer-Morte, le ruisseau de la Blanchardière (9 km) le rejoint sur la rive gauche et définit une nouvelle section de la limite départementale.
A Machecoul, les 3,3 kilomètres de longueur du Canal d'Amenée ou Canal d'Irrigation , construit avant la fin du XVIIIe siècle, relie la rive droite du Falleron à la rive gauche du Tenu et, via une série de pompes et d'écluses, aide à maintenir les niveaux d'eau dans le Marais Breton pendant les périodes sèches. La pente du Tenu est si faible que l'eau douce peut être détournée de la Loire à marée haute aussi loin en amont. La station de pompage de la Pommeraie construite en 1962 soulève l'eau des 3 derniers mètres du Tenu au Falleron,,. Le canal sert de plus en plus à drainer Machecoul pendant les périodes de pluies intenses.
En aval de Machecoul, le Falleron s'ouvre sur les marais et les polders du Marais Breton, se divise et se connecte à un réseau complexe de criques et de canaux d'eau douce et saumâtre. Sur la rive droite, l'étier de la Gravelle (7 km) et l'étier de la salle (13 km) forment le noyau d'une section au nord,. Le canal principal du Falleron se divise en ⁰deux la branche sud (l'étier du Chiron Boileau) étant reliée à l'étier de la Taillé Gouine. Les canaux se rejoignent au Port de la Roche et sont rejoints par l'étier de la Salle sur la rive droite. Plus en aval, le canal de Dain rejoint la rive gauche et coule sur 15 km au sud-ouest autour de l'ancienne île et de la ville de Bouin atteignant la baie de Bourgneuf à L'Epoids,. Le Falleron lui-même coule au nord-ouest du confluent du canal de Dain, rejoint en rive droite par l'étier de fresne et l’étier de la charreau blanche qui, avec son affluent, l’étier du gros baron, drainent les environs de Bourgneuf -en-Retz et Les Moutiers-en-Retz,,. Le Falleron se jette dans la Baie de Bourgneuf au Port du Collet.

## Communes traversées
Le Falleron traverse ou constitue la limite des communes suivantes :
- Grand'Landes (Vendée) ;
- Falleron (Vendée) et Touvois (Loire-Atlantique) ;
- Froidfond, La Garnache (Vendée) et Saint-Étienne-de-Mer-Morte (Loire-Atlantique) ;
- Paulx (Loire-Atlantique) ;
- Machecoul (Loire-Atlantique) ;
- Bois-de-Céné (Vendée) et Villeneuve-en-Retz (Loire-Atlantique) ;
- Bouin.